# Episodi de Le avventure di Rin Tin Tin (terza stagione)
La terza stagione della serie televisiva Le avventure di Rin Tin Tin è stata trasmessa in anteprima negli Stati Uniti d'America dalla ABC tra il 7 settembre 1956 e il 21 giugno 1957.
| nº | Titolo originale            | Titolo italiano     | Prima TV USA      | Prima TV Italia |
| -- | --------------------------- | ------------------- | ----------------- | --------------- |
| 1  | Forward Ho                  |                     | 7 settembre 1956  |                 |
| 2  | Witch of the Woods          |                     | 14 settembre 1956 |                 |
| 3  | Sorrowful Joe               |                     | 21 settembre 1956 |                 |
| 4  | Return of the Chief         |                     | 28 settembre 1956 |                 |
| 5  | The Silent Battle           |                     | 5 ottobre 1956    |                 |
| 6  | Yo-o Rinty                  | Una guida indiana   | 12 ottobre 1956   |                 |
| 7  | The White Wolf              |                     | 19 ottobre 1956   |                 |
| 8  | Return of Rin Tin Tin       |                     | 26 ottobre 1956   |                 |
| 9  | Boone's Grandpappy          |                     | 2 novembre 1956   |                 |
| 10 | The Lost Puppy              | Il cucciolo perduto | 9 novembre 1956   |                 |
| 11 | Presidental Citation        |                     | 16 novembre 1956  |                 |
| 12 | Wagon Train                 |                     | 23 novembre 1956  |                 |
| 13 | Fort Adventure              |                     | 30 novembre 1956  |                 |
| 14 | The Invaders                |                     | 14 dicembre 1956  |                 |
| 15 | Racing Rails                |                     | 28 dicembre 1956  |                 |
| 16 | Higgins' Last Stand         |                     | 4 gennaio 1957    |                 |
| 17 | The Indian Hater            |                     | 11 gennaio 1957   |                 |
| 18 | The Southern Colonel        |                     | 18 gennaio 1957   |                 |
| 19 | The Warrior's Promise       |                     | 25 gennaio 1957   |                 |
| 20 | Sorrowful Joe Returns       |                     | 1º febbraio 1957  |                 |
| 21 | The Lieutenant's Lesson     |                     | 8 febbraio 1957   |                 |
| 22 | Swedish Cook                |                     | 15 febbraio 1957  |                 |
| 23 | Rusty Gets Busted           |                     | 22 febbraio 1957  |                 |
| 24 | O'Hara's Gold               |                     | 1º marzo 1957     |                 |
| 25 | O'Hara Gets Culture         |                     | 8 marzo 1957      |                 |
| 26 | The Frame-Up                |                     | 15 marzo 1957     |                 |
| 27 | Boone's Commission          |                     | 22 marzo 1957     |                 |
| 28 | The Silent Witness          |                     | 29 marzo 1957     |                 |
| 29 | Indian Blood                |                     | 5 aprile 1957     |                 |
| 30 | The Old Soldier             |                     | 12 aprile 1957    |                 |
| 31 | Stagecoach Sally            |                     | 19 aprile 1957    |                 |
| 32 | Bitter Medicine             |                     | 26 aprile 1957    |                 |
| 33 | Corporal Carson             |                     | 3 maggio 1957     |                 |
| 34 | Hubert's Niece              |                     | 10 maggio 1957    |                 |
| 35 | O'Hara Gets Amnesia         |                     | 17 maggio 1957    |                 |
| 36 | Along Came Tubbs            |                     | 24 maggio 1957    |                 |
| 37 | Major Swanson's Choice      |                     | 31 maggio 1957    |                 |
| 38 | The Gentle Kingdom          |                     | 7 giugno 1957     |                 |
| 39 | The Swapper                 |                     | 14 giugno 1957    |                 |
| 40 | The Old Man of the Mountain |                     | 21 giugno 1957    |                 |